# James Gordon Farrell
James Gordon Farrell född 25 januari 1935 i Liverpool, död 11 augusti 1979 vid Bantry Bay, County Cork, Irland, var en brittisk författare.
Farrell utbildade sig i Oxford, där han ådrog sig polio. Han reste sedan mycket i Amerika, Europa och Asien.